# Інститут лінгвістики Угорської академії наук
Інститут лінгвістики Угорської академії наук (угор. Magyar Tudományos Akadémia Nyelvtudományi Intézete) — організація-регулятор угорської мови, створений в 1949 році, знаходиться в структурі Угорської академії наук з 1951 року.
Основні завдання інституту включають в себе дослідження угорської лінгвістики, теоретичної та прикладної лінгвістики, лінгвістики угро-фінських мов, а також підготовку різних словників угорською мовою і збір архівних матеріалів. Дослідницькі проекти інституту присвячені різним аспектам функціонування і діалектам угорської мови, включаючи збір лінгвістичних корпусів і баз даних, застосування програмного забезпечення в лінгвістичних дослідженнях. Інститут також готує експертні висновки за відповідними запитами на вимогу і проводить навчання студентів з теоретичної лінгвістики спільно з Будапештським університетом (бакалаврат і докторантура).